# Hemictenius simplicitarsis
Hemictenius simplicitarsis är en skalbaggsart som beskrevs av Edmund Reitter 1897. Hemictenius simplicitarsis ingår i släktet Hemictenius och familjen Melolonthidae. Inga underarter finns listade i Catalogue of Life.